# Brachycerasphora
Brachycerasphora és un gènere d'aranyes araneomorfes de la subfamília Erigoninae, dins de la família Linyphiidae.
Fou descrit per primera vegada per J. Denis l'any 1962.
Es pot trobar al Nord d'Àfrica i Israel.

## Llista d'espècies
Segons The World Spider Catalog 12.0:
- Brachycerasphora connectens Denis, 1964
- Brachycerasphora convexa (Simon, 1884)
- Brachycerasphora femoralis (O. Pickard-Cambridge, 1872)
- Brachycerasphora monocerotum Denis, 1962 (Espècie tipus)
- Brachycerasphora parvicornis (Simon, 1884)